# Eocallionymus papilio
Eocallionymus papilio és una espècie de peix de la família dels cal·lionímids i de l'ordre dels perciformes.

## Morfologia
- Els mascles poden assolir 10 cm de longitud total.[1][2]

## Hàbitat
És un peix marí, de clima temperat i associat als esculls de corall que viu fins als 50 m de fondària.

## Distribució geogràfica
Es troba al sud d'Austràlia: des del sud d'Austràlia Occidental fins a Nova Gal·les del Sud i Tasmània.

## Observacions
És inofensiu per als humans.